# 安遠府
安远府，渤海国时设置府。
治所在今吉林省长岭县，一说在乌苏里江东岸。在越喜靺鞨故地。下辖宁州、郿州、常州、慕州。辽国废。 